# Vitinica (Zvornik)
Pour les articles homonymes, voir Vitinica.
Vitinica (en serbe cyrillique : Витиница) est un village de Bosnie-Herzégovine. Il est situé dans la municipalité de Zvornik et dans la république serbe de Bosnie. Selon les premiers résultats du recensement bosnien de 2013, il ne compte aucun habitant.
À la suite des accords de Dayton, une partie du village de Vitinica, c'est-à-dire les hameaux de Ramici, Andelici, Selimovici, Mahmutovici, Krstac, Han, Marnici, Rizvanovici, Brdaci, Džakic, Fatici et Kolonija, a été rattachée à la municipalité de Sapna, intégrée au canton de Tuzla et à la fédération de Bosnie-et-Herzégovine.

## Démographie

### Évolution historique de la population dans la localité
| 1948 | 1953 | 1961  | 1971  | 1981  | 1991  | 2013 |
| ---- | ---- | ----- | ----- | ----- | ----- | ---- |
| -    | -    | 1 837 | 2 179 | 2 797 | 3 116 | 0    |

|  |